# Proechimys cuvieri
Proechimys cuvieri là một loài động vật có vú trong họ Echimyidae, bộ Gặm nhấm. Loài này được Petter mô tả năm 1978.